# 조 스태퍼드

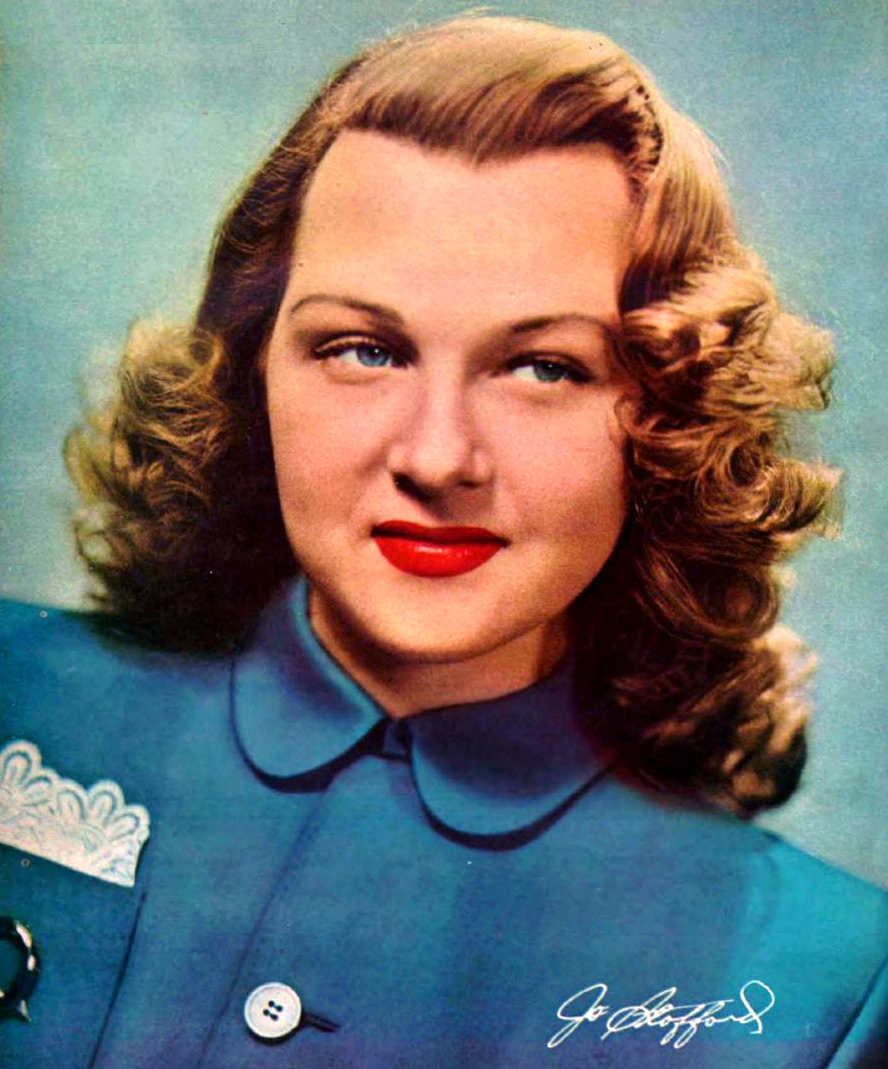

조 스태퍼드(Jo Stafford, 1920년 ~ 2008년)는 미국의 가수이다. 캘리포니아주의 콜링거에서 태어났다. 어릴 때부터 노래솜씨가 훌륭하였으며, 자매 트리오를 조직하여 라디오의 인기가수가 되었다. 1937년에는 토미 드시악단의 전속 보컬 그룹이면서 파이드 파이퍼즈 멤버의 한사람으로 활약한 뒤 1944년에 독립, 견실한 창법으로 스타의 지위를 굳혔다. 여기에는 남편이자 편곡 · 지휘자인 폴 웨스턴의 협력도 경시할 수 없다. 대표적인 음반에는 《베스트》, 《센티멘털한 조 스태포드》, 고든 매클레어와의 2중창 《희망을 가슴에》 등이 있다.